# High Beck
Der High Beck ist ein Fluss im Lake District, Cumbria, England. Der High Beck entsteht an der Nordflanke des Bergrückens, der von Scoat Fell und Pillar gebildet wird. Der Fluss fließt in nördlicher Richtung bis zu seiner Mündung in den River Liza.